# Molibdopterin
Molibdopterini (MPT i piranopterin-ditiolat) reaguju sa molobdenom ili wolframom i formiraju molibdat ili wolframat. Oni su klasa kofaktora prisutnih u većini enzima koji sadrže molibden (Mo) i u svim enzimima sa volframom (W).
Nomenklatura ovog biomolekula je donekle zbunjujuća. Sam molibdopterin ne sadrži molibden. To je ime liganda koji se naknadno može da veže metal. Nakon formiranja kompleksa sa molibdenom, kompletni ligand se naziva molibdenski kofaktor.
Molibdopterin se sastoji od piranopterina, kompleksnog heterocikličnog jedinjenja koji sadrži piran kondenzovan sa pterinskim prstenom. Pored toga, piranski prsten ima dva tiolata, koji služe kao ligandi u molibdo i volframskim enzimima. U nekim slučajevima, alkil fosfatna grupa je zamenjena alkil difosfatnim nukleotidom. Enzimi koji sadrže molibdopterinski kofaktor su ksantin oksidaza, DMSO reduktaza, sulfitna oksidaza, i nitratna reduktaza.
Jedini enzimi koji sadrži molibden bez molidopterina su nitrogenaze (enzimi koji fiksiraju azot). Oni sadrže gvožđe-sumporni center veoma različitog tipa, koji takođe obično sadrži molibden. Međutim, ako je molibden prisutan, on je direktno vezan za druge atome metala.

## Biosinteza
Biosinteza molibdopterina počinje sa guanozin trifosfatom. Dve enzimatske reakcije konvertuju ovaj trifosfat do cikličnog fosfata piranopterina. Jedan od tih enzima koristi radikal SAM mehanizam, koji se često vezuje za reakcije formiranja C—X veza. Ovaj intermedijerni piranopterin se zatim lonvertuje do molibdopterina dejstvom tri dodatna enzima. U toj konverziji, se formira enditiolat, mada su supstituenti na sumporu nepoznati. Sumpor se prenosi iz cisteinil persulfida na način koji podseća na biosintezu gvožđe-sumpornih proteina. Monofosfat je adenilisan (spregnut sa ADP-om) u koraku kojim se aktivira kofaktor pre vezivanja Mo ili W. Ti metali se unose u obliku oksanjona, molibdata, i volframata. Konačno se Mo ili W umeću i formiraju molibdopterinski kofaktor. U nekim enzimima, kao što su ksantinske oksidaze, metal je vezan za jedan molibdopterin, dok je u drugim enzimima, npr., DMSO reduktaza, metal vezan za dva molibdopterinska kofaktora.
Modeli aktivnih mesata enzima koji sadrže molibdopterin su bazirani na klasi liganda poznatoj kao metal ditiolni kompleksi.